# Норт, Оливер
Оливер Лоуренс Норт (англ. Oliver Laurence North; род. 7 октября 1943, Сан-Антонио, штат Техас, США) — бывший офицер морской пехоты США, известный своим участием в скандале Иран-контрас. В 1987 году Норт был уволен из Совета национальной безопасности США, после того как стало известно об осуществлении им нелегальных продаж американского оружия Ирану, в обмен на которое проиранские силы в Ливане освобождали американских заложников. Вырученные от продажи оружия средства шли на финансирование никарагуанских «контрас». 
Судебный процесс по делу Норта начался в конце января 1989 года, однако в мае он был признан невиновным. 
Ныне Норт является ведущим авторской программы «Военные истории с Оливером Нортом» (англ. War Stories with Oliver North) на телеканале Fox News. Также он выступил автором нескольких книг: последняя из них получила название «Американские герои» (American Heroes) и посвящена проблеме глобального терроризма.
В 2018—2019 годах — президент Национальной стрелковой ассоциации США.